# Spjutrockor
Spjutrockor (Dasyatidae) är en familj bland överordningen rockor. Totalt är 97 arter beskrivna i hela världen. Spjutrockor ska inte blandas ihop med de mestadels sötvattenslevande ”neotropiska stingrockorna” i familjen  Potamotrygonidae. 
Spjutrockan ligger ofta, knappt synlig, på bottnen. Den anses vara en fridfull och passiv fisk som sällan är aggressiv. Dold vid stjärtfenan finns ett sylvasst spjut, en flera decimeter lång gadd kantad med hullingar och full av gift som orsakar vävnadsdöd hos offret. Enbart i Australien finns över 100 olika typer av spjutrockor. 
Mindre exemplar hålls ibland som akvariefisk.
Det är sällsynt att människor råkar ut för svåra olyckor i möte med spjutrockor, men dödsfall har inträffat, som det uppmärksammade fallet med Steve Irwin.

## Släkten inom familjen spjutrockor (med artexempel)
Släkten enligt FishBase:
- Bathytoshia
- Brevitrygon
- Dasyatis
  - Spjutrocka (Dasyatis pastinaca)
  - Dasyatis brevicaudata
- Fontitrygon
- Hemitrygon
- Himantura
- Hypanus
- Maculabatis
- Makararaja
- Megatrygon
- Neotrygon
- Pateobatis
- Pastinachus
- Pteroplatytrygon
- Taeniura
- Taeniurops
- Telatrygon
- Urogymnus

## Bildgalleri

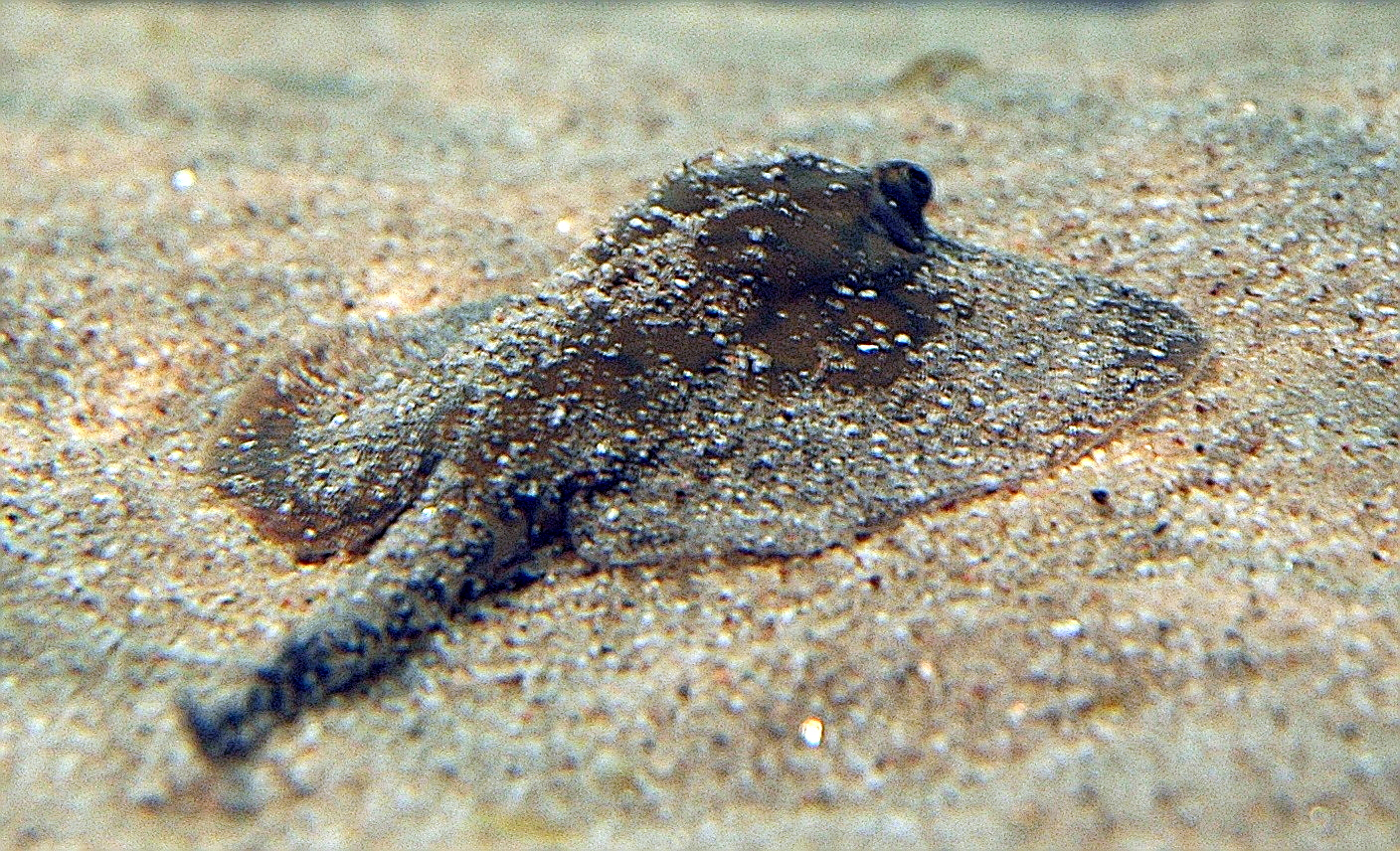
Dasyatis pastinaca är en art bland spjutrockorna.
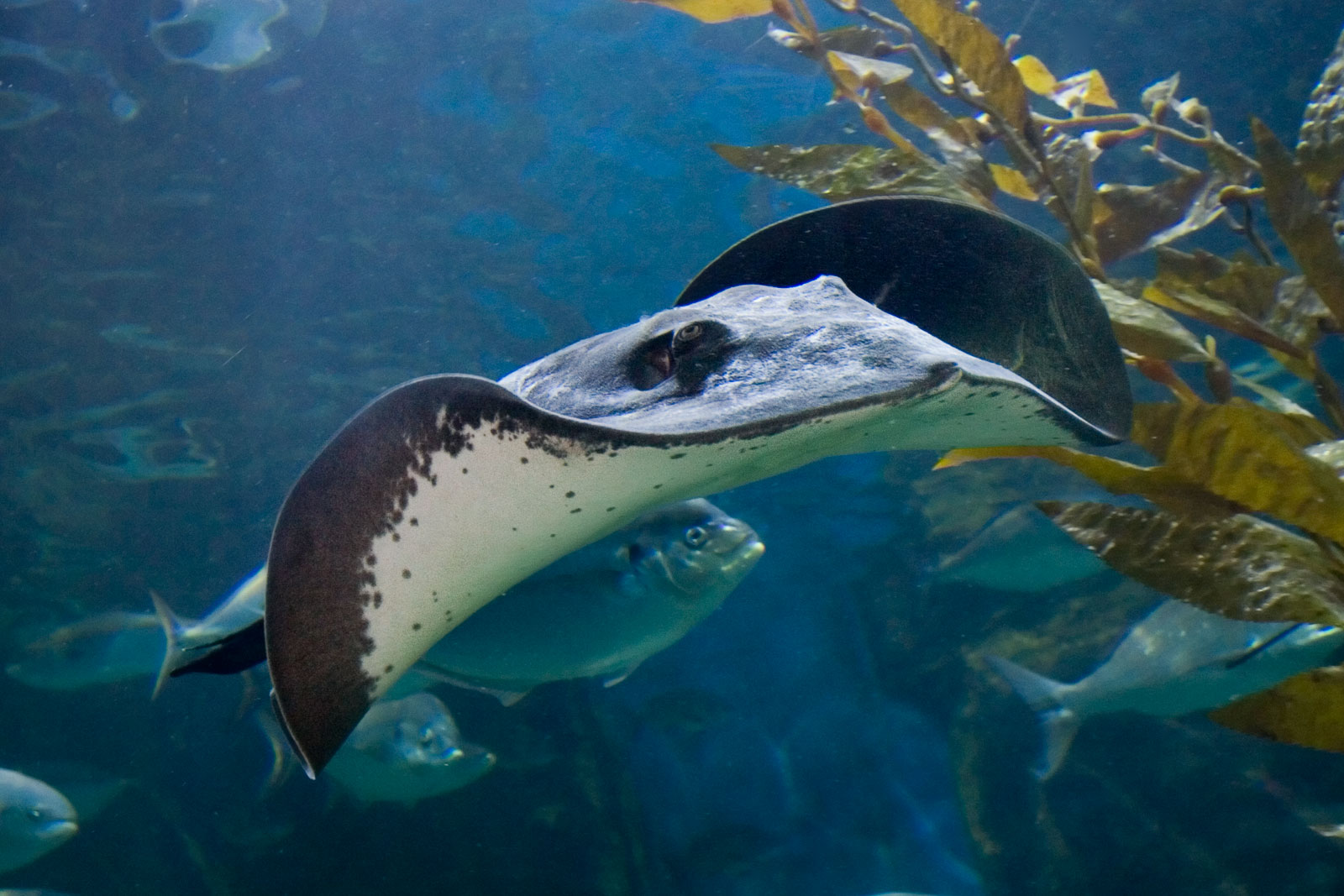
En spjutrocka i Melbourne Aquarium.
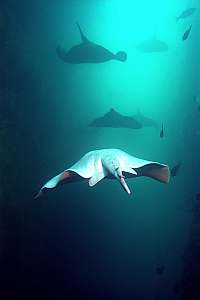
En Dasyatis brevicaudata utanför Nya Zeelands kust.